# Lingue native americane
Con il termine di  lingue native americane (dette talvolta lingue amerinde) si intende una serie di lingue parlate dalle popolazioni autoctone del continente americano, prima della colonizzazione europea. Che queste lingue fossero imparentate tra loro non è ancora accolto unanimemente nella comunità scientifica. In questo senso il termine talvolta usato di famiglia amerinda ha un significato diverso da quello che invece hanno, ad esempio, la famiglia sinotibetana e la famiglia indoeuropea, pertanto andrebbe inteso come fatto più geografico che genealogico.

## Classificazione
Le lingue indigene d'America hanno una grande diversità linguistica, e il numero di unità filogenetiche (o famiglie linguistiche) consolidate è molto elevato: circa 80 famiglie. Ci sono stati pertanto molti tentativi di classificazione che hanno cercato di raggruppare queste famiglie in un numero inferiore di gruppi, cercando di dimostrare relazioni esistenti tra le lingue delle varie famiglie. Tuttavia a oggi queste classificazioni sono state dibattute nella comunità scientifica e non hanno trovato un ampio consenso in quanto basate su ipotesi congetturali non sufficientemente supportate da dati impiegati nella analisi linguistica.
Di seguito, pertanto, si fornisce una semplice elencazione delle famiglie linguistiche consolidate, suddivise nelle tre aree geografiche del continente americano rimandando ai paragrafi successivi una discussione sulle varie ipotesi controverse di classificazione. Per questa elencazione si utilizza per comodità la nomenclatura riportata dalla edizione 2009 di Ethnologue (16ª edizione).

### Nord America
Di seguito le famiglie linguistiche presenti sul territorio di Stati Uniti, Canada e Groenlandia, elencate in ordine alfabetico.
Famiglie linguistiche
- Lingua adai
- Lingue algiche
- Lingua alsea
- Lingua atakapa
- Lingue caddoan
- Lingue chimakuan
- Lingue chumash
- Lingue eschimo-aleutine
- Lingue hoka[1]
- Lingue irochesi
- Lingue keres
- Lingue kiowa-tano
- Lingua kutenai
- Lingue muskogean
- Lingue na-dene
- Lingue penuti[2]
- Lingue salishan
- Lingue siouan
- Lingua timucua
- Lingue uto-azteche
- Lingue wakashan
- Lingua yana
- Lingua yuchi
- Lingue yuki-wappo
- Lingue yumane
- Lingua zuni

### Centro America
Di seguito le famiglie linguistiche presenti sul territorio del Messico e degli altri stati dell'America centrale, elencate in ordine alfabetico.

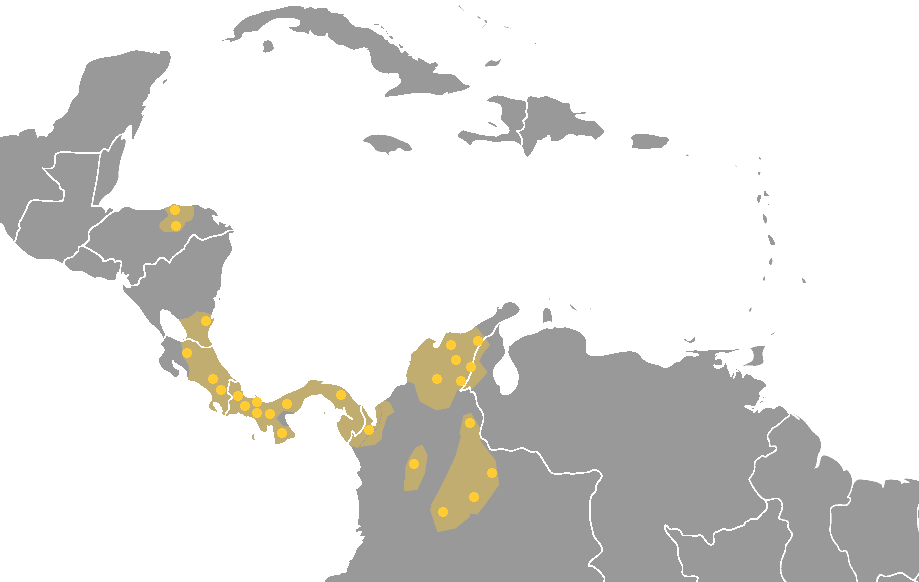
Dettaglio per le lingue della famiglia chibcha

Famiglie linguistiche
- Lingue chibcha
- Lingue huave
- Lingua jicaque
- Lingue maya
- Lingue misumalpa
- Lingue mixe-zoque
- Lingue oto-mangue
- Lingue p'urhépecha
- Lingue tequistlatecan
- Lingue totonacan
- Lingue uto-azteche
- Lingua lenca
- Lingua seri
- Lingua xinca

### Sud America
Di seguito le famiglie linguistiche presenti sul territorio dell'America del sud, elencate in ordine alfabetico.
Famiglie linguistiche
- Lingue alacalufan
- Lingue arauan
- Lingue araucane
- Lingue arutani-sape
- Lingue arawak
- Lingue aymara (*)
- Lingue barbacoan
- Lingue cahuapanan
- Lingue caribe
- Lingue catacaoan
- Lingue chapacura-wanham
- Lingue charruan
- Lingue chibcha
- Lingue choco
- Lingue chon
- Lingue gê
- Lingue guahiban
- Lingue harakmbet
- Lingue jirajaran
- Lingue jivaro
- Lingua kariri
- Lingue katukinan
- Lingua lule-vilela
- Lingue macro-gê
- Lingue mascoian
- Lingue mataco-guaicuru
- Lingue mura
- Lingue nambiquara
- Lingue otomako-taparita
- Lingue panoan
- Lingue peba-yaguan
- Lingue quechua (*)
- Lingue salivan
- Lingue tucanoane
- Lingue tupi-guaraní (*)
- Lingue uru-chipaya
- Lingue witotoan
- Lingue yanomam
- Lingue zamuco
- Lingue zaparoan
- Lingua aikanã
- Lingua andoque
- Lingua camsá
- Lingua canichana
- Lingua itonama
- Lingua movima
- Lingua taushiro
- Lingua ticuna
- Lingua trumai
- Lingua warao
- Lingua waorani
- Lingua yámana
- Lingua yuracare
- Lingua yuwana

(*) Famiglie che contengono lingue ufficiali in una o più nazioni

Dettagli sulla distribuzione di alcuni gruppi linguistici

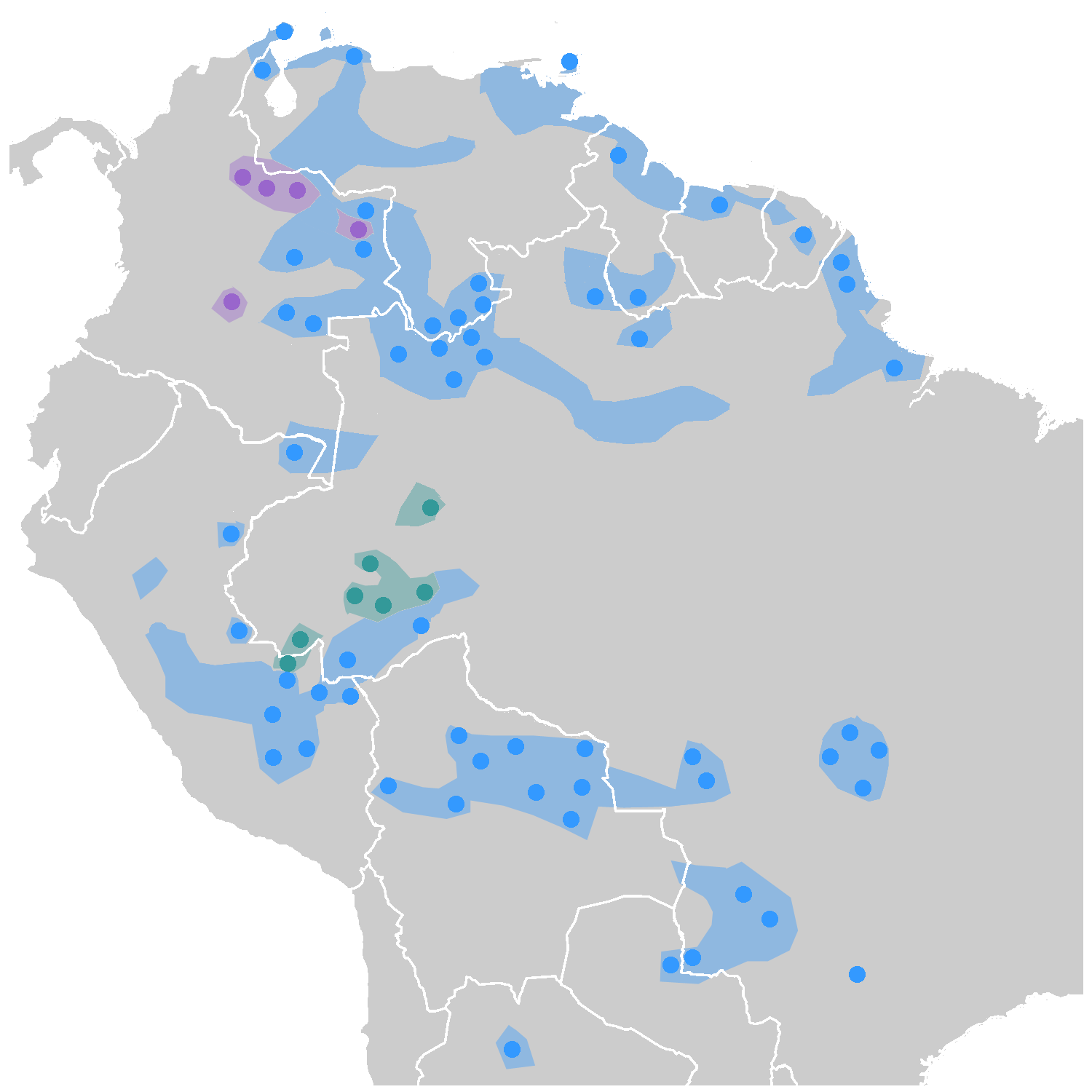
Diffusione attuale e originaria delle lingue arawak e affini
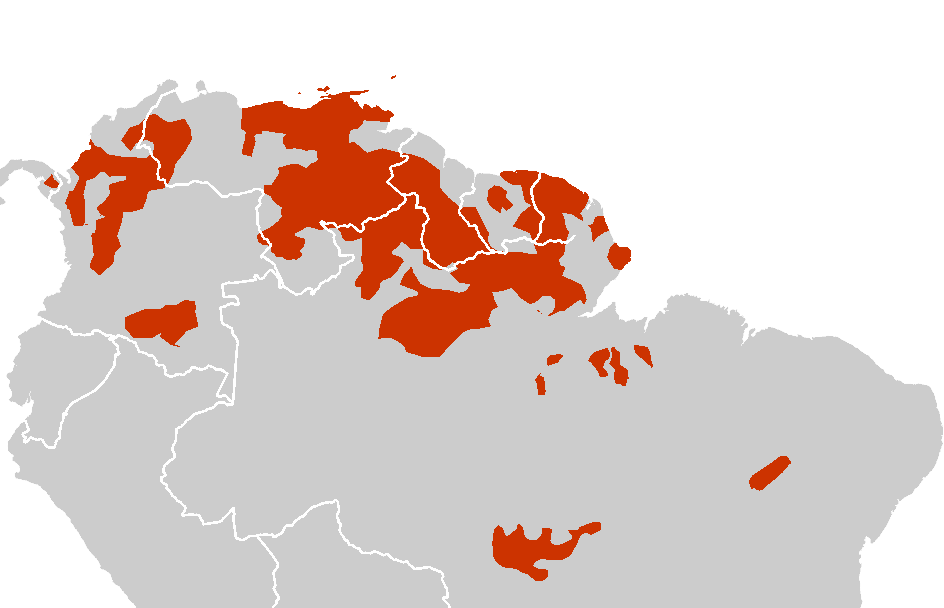
Diffusione delle lingue caribe
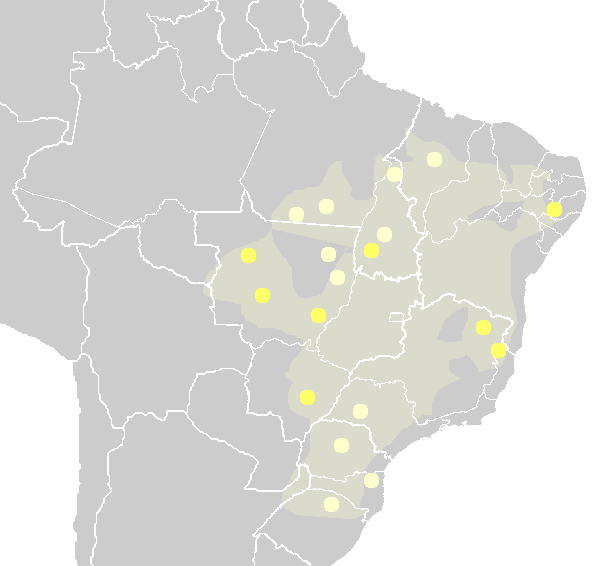
Diffusione attuale e originaria delle lingue gê (giallo chiaro) e macro-gê (giallo scuro)
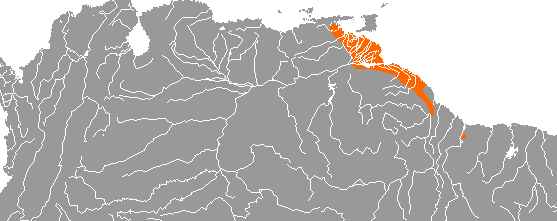
Diffusione della lingua warao (lingua isolata)